# 罗杰：最后的人类
《罗杰：最后的人类》（The Last Human）是一部反乌托邦小说，于2014年出版，详细介绍了近代社会即将到来的时代。故事讲述了故事讲述人克莱和罗杰（Clay＆Roger）为自己的生存而挣扎，并在崩溃时穿越了整个国家。